# Rhamphomyia collini
Rhamphomyia collini är en tvåvingeart som beskrevs av Smith 1971. Rhamphomyia collini ingår i släktet Rhamphomyia och familjen dansflugor.
Artens utbredningsområde är Zimbabwe. Inga underarter finns listade i Catalogue of Life.